# Équipe de France masculine de basket-ball en 2023
L’équipe de France dispute en 2023 les qualifications à la Coupe du monde puis la Coupe du monde elle-même, sous la conduite du sélectionneur Vincent Collet.

## Coupe du monde 2023
| Poste       | Numéro | Joueur             | Naissance         | Taille | Matchs | Points | Club 2022-2023    |
| ----------- | ------ | ------------------ | ----------------- | ------ | ------ | ------ | ----------------- |
| arrière     | 0      | Élie Okobo         | 23 octobre 1997   | 1,91 m | 12     | 84     | Monaco            |
| ailier fort | 5      | Nicolas Batum      | 14 décembre 1988  | 2,03 m | 11     | 64     | C. de Los Angeles |
| ailier fort | 7      | Guerschon Yabusele | 17 décembre 1995  | 2,01 m | 12     | 146    | Madrid            |
| ailier      | 10     | Evan Fournier      | 29 octobre 1992   | 1,98 m | 11     | 151    | New York          |
| arrière     | 12     | Nando de Colo      | 23 juin 1987      | 1,96 m | 12     | 105    | Lyon-Villeurbanne |
| ailier      | 22     | Terry Tarpey       | 2 mars 1994       | 1,96 m | 12     | 22     | Le Mans           |
| arrière     | 24     | Yakuba Ouattara    | 24 janvier 1992   | 1,91 m | 11     | 47     | Monaco            |
| pivot       | 26     | Mathias Lessort    | 29 septembre 1995 | 2,06 m | 2      | 16     | Belgrade          |
| pivot       | 27     | Rudy Gobert        | 26 juin 1992      | 2,16 m | 11     | 134    | Minnesota         |
| arrière     | 30     | Isaïa Cordinier    | 28 novembre 1996  | 1,96 m | 7      | 53     | Bologne           |
| pivot       | 93     | Moustapha Fall     | 23 février 1992   | 2,18 m | 11     | 41     | Le Pirée          |
| meneur      | 00     | Sylvain Francisco  | 10 octobre 1997   | 1,85 m | 11     | 75     | Peristéri         |
| meneur      | 1      | Frank Ntilikina    | 28 juillet 1998   | 1,93 m | 5      | 33     | Dallas            |
| pivot       | 13     | Bodian Massa       | 21 octobre 1997   | 2,08 m | 0      | 0      | Strasbourg        |
| pivot       | 17     | Vincent Poirier    | 17 octobre 1993   | 2,13 m | 2      | 4      | Madrid            |
| arrière     | 18     | Joël Ayayi         | 5 mars 2000       | 1,93 m | 1      | 0      | Lakeland          |
| ailier fort | 34     | Yves Pons          | 7 mai 1999        | 1,98 m | 2      | 5      | Lyon-Villeurbanne |
| ailier fort | 39     | Yoan Makoundou     | 9 août 2000       | 1,98 m | 3      | 12     | Monaco            |
| meneur      | 66     | Hugo Benitez       | 20 janvier 2001   | 1,87 m | 0      | 0      | Bourg-en-Bresse   |
| meneur      | 85     | Matthew Strazel    | 5 aout 2002       | 1,82 m | 0      | 0      | Monaco            |

- Joueurs convoqués mais ayant dû déclarer forfait.
- Joueurs convoqués en tant que partenaires d’entraînement.

- Entraîneur : Vincent Collet
- Assistants : Pascal Donnadieu, Ruddy Nelhomme, Laurent Foirest, Bryan George, Joseph Gomis, Benoît Gomis

| Date       | Lieu        | Adversaire | Score   | Compétition | Meilleure marqueur (France)    |
| ---------- | ----------- | ---------- | ------- | ----------- | ------------------------------ |
| 31 juillet | Pau         | Tunisie    | V 93–36 | Préparation | Guerschon Yabusele (18 points) |
| 2 août     | Montpellier | Monténégro | V 80–69 | Préparation | Evan Fournier (20 points)      |
| 7 août     | Orléans     | Venezuela  | V 86–67 | Préparation | Guerschon Yabusele (14 points) |
| 9 août     | Orléans     | Lituanie   | V 90–72 | Préparation | Guerschon Yabusele (15 points) |
| 11 août    | Vilnius     | Lituanie   | V 70–76 | Préparation | Guerschon Yabusele (19 points) |
| 17 août    | Tokyo       | Japon      | V 70–88 | Préparation | Rudy Gobert (16 points)        |
| 20 août    | Jakarta     | Australie  | D 74–78 | Préparation | Evan Fournier (29 points)      |

| Date        | Lieu    | Adversaire    | Score   | Compétition                 | Meilleur marqueur (France)     |
| ----------- | ------- | ------------- | ------- | --------------------------- | ------------------------------ |
| 25 août     | Jakarta | Canada        | D 95–65 | Premier tour (groupe H)     | Evan Fournier (21 points)      |
| 27 août     | Jakarta | Lettonie      | D 86–88 | Premier tour (groupe H)     | Evan Fournier (27 points)      |
| 29 août     | Jakarta | Liban         | V 79–85 | Premier tour (groupe H)     | Guerschon Yabusele (18 points) |
| 31 août     | Jakarta | Iran          | V 82–55 | Classement 17–32 (groupe P) | Élie Okobo (13 points)         |
| 2 septembre | Jakarta | Côte d'Ivoire | V 77–87 | Classement 17–32 (groupe P) | Isaïa Cordinier (19 points)    |